# Dietrich (Berchtesgaden)
Dietrich († 14. Februar 1178) war Augustiner-Chorherr und von 1174 bis 1178 Propst des Klosterstifts Berchtesgaden.
Laut Joseph Ernst von Koch-Sternfeld soll Dietrich aus den Reihen der Berchtesgadener Kanoniker zum Stiftspropst gewählt worden sein.
Er übernahm dank seines direkten Vorgängers Heinrich I. eine mit Privilegien ausgestattete  Propstei, der Kaiser Friedrich Barbarossa 1156 einen „Freiheitsbrief“ ausgestellt hatte. In dieser „Goldenen Bulle“ garantierte der Kaiser dem Berchtesgadener Klosterstift seinen Schutz, anerkannte dessen gegenwärtigen und zukünftigen Besitzstand und gewährte ihm zudem die Forsthoheit.
Propst Dietrich hat als erster begonnen, mit dem in Berchtesgaden abgebauten Salz einen Handel zu eröffnen. Ferner hat er mit dem Kloster Reichersberg die zwei Hofmarken in Roßbach und Osterndorf gegen sechs kleinere zu Eining (Unen) und Rottal getauscht.